# Odprto prvenstvo Anglije 2002
Odprto prvenstvo Anglije 2002 je teniški turnir za Grand Slam, ki je med 24. junijem in 7. julijem 2002 potekal v Londonu.

## Moški posamično
Lleyton Hewitt :  David Nalbandian 6-1 6-3 6-2

## Ženske posamično
Serena Williams :  Venus Williams 7-6(7-4) 6-3

## Moške dvojice
Jonas Björkman /  Todd Woodbridge :  Mark Knowles /  Daniel Nestor 6-1 6-2 6-7(6-8) 7-5

## Ženske  dvojice
Serena Williams /  Venus Williams :  Virginia Ruano Pascual /  Paola Suarez 6-2 7-5

## Mešane dvojice
Jelena Lihovceva /  Mahesh Bhupathi :  Daniela Hantuchova /  Kevin Ullyett 6-2 1-6 6-1